# Estadio IPD de Huancavelica
El Estadio Villa Rica de Oropesa es un estadio ubicado en la ciudad de Huancavelica, Departamento de Huancavelica. Es utilizado actualmente por el Unión Deportivo Ascensión en la Copa Perú. Tiene una capacidad para albergar a 8 500 espectadores.
El 2019 el estadio terminó su remodelación; las obras incluyen ampliación de tribunas con techo, pista atlética y canchas alternas para otros deportes, y según fuentes oficiales el recinto deportivo tiene capacidad para 8,500 espectadores